# Montbrelloz
Montbrelloz är en ort och tidigare kommun i distriktet Broye i kantonen Fribourg, Schweiz.
1 januari 2006 slogs Montbrelloz ihop med Autavaux och Forel till den nya kommunen Vernay. Sedan 1 januari 2017 är orten en del av kommunen Estavayer.